# Pisaster giganteus
La stella marina gigante  (Pisaster giganteus (Stimpson, 1857)) è una specie di stella marina della famiglia Asteriidae.

## Habitat e distribuzione
Vive lungo la costa occidentale del Nord America, dalla California meridionale fino alla Columbia Britannica, costruendo la sua tana sulle rive rocciose vicino alla linea della bassa marea.

## Descrizione
Può crescere fino a 60 cm di diametro, mentre il suo colore varia dal bruno al rosso (o porpora).

## Alimentazione
Si nutre di molluschi.